# Plagiolepis nitida
Plagiolepis nitida é uma espécie de formiga do gênero Plagiolepis, pertencente à subfamília Formicinae.